# Mark Chao
Mark Chao (趙又廷, Chao Yu-t'ing, né le 25 septembre 1984) est un acteur, mannequin et chanteur canado-taïwanais. 
Il fait ses débuts à la télévision dans la série Black & White (en) (2009), pour laquelle il remporte le Golden Bell Awards (en) du Meilleur acteur. Depuis lors, il est apparu dans les films Monga (2010), Caught in the Web (2012), So Young (en) (2013), Détective Dee 2 : La Légende du Dragon des mers (2013), Chroniques du royaume des esprits (en) (2015) et la série TV Eternal Love (en) (2017).

## Biographie
Chao est le fils de l'acteur et présentateur Allen Chao. Il est diplômé de l'université de Victoria  au Canada en sociologie et économie. Il fait ses débuts d'acteur dans la série TV Black & White (en) (2009). Son rôle de flic téméraire, juste et pragmatique le rend célèbre et lui vaut le Golden Bell Awards (en) du Meilleur acteur. Il commence ensuite au cinéma dans Monga (2010). Ce film de gangsters, réalisé par Doze Niu, récolte plus de 250 millions $NT (61 millions $HK) à Taïwan, ce qui en fait l'un des plus grands succès nationaux. Chao remporte l'Asian Film Awards du Meilleur nouvel acteur pour son interprétation de membre de gang solitaire.
Les films successifs de Chao renforcent sa reconnaissance en Chine. Love (en) (2012), aussi réalisé par Doze Niu, devient le plus gros succès taïwanais sur le continent. Il joue également dans First Time (en) aux côtés d'Angelababy, et reprend son rôle de Wu Yingxiong dans la série préquelle de Black and White, Black & White Episode I: The Dawn of Assault (en),. La même année, il joue dans Caught in the Web, film de Chen Kaige, qui attire plus de six millions de téléspectateurs et est acclamé par la critique,. Chao remporte le prix du Meilleur acteur aux Huabiao Awards dans les catégories Hong Kong et Taïwan.
Chao apparaît ensuite dans So Young (en) (2013), le premier film réalisé par Zhao Wei, dans le rôle d'un étudiant universitaire chinois ambitieux et ringard. La même année, il interprète Di Renjie dans Détective Dee 2 : La Légende du Dragon des mers, la préquelle du film Détective Dee : Le Mystère de la flamme fantôme réalisé par Tsui Hark,.
Chao revient ensuite dans le rôle de Wu Yingxiong dans Black & White: The Dawn of Justice (en) (2014). Il remporte le prix du Meilleur acteur aux Huading Awards pour son interprétation.
Il est ensuite choisi pour jouer Hu Bayi dans Chroniques du royaume des esprits (en) (2015), adapté de la série de romans à succès Ghost Blows Out the Light (en). Le film, réalisé par Lu Chuan, est un succès au box-office mais reçoit des critiques mitigées quant à sa fidélité au roman. L'année suivante, il joue dans le film franco-chinois The Warrior's Gate, réalisé par Matthias Hoene et tourné en anglais.
Chao fait son retour à la télévision après 8 ans d'absence dans le drama romantique fantastique Eternal Love (en) (2017). Bien que le choix de Chao comme premier rôle masculin est à l’origine critiqué, il remporte finalement de bonnes critiques pour son rôle. Après la diffusion de la série, Chao connait une augmentation soudaine de sa popularité et de nombreuses nouvelles propositions de rôle.
En 2018, Chao joue dans le film d'amour Till the End of the World, tourné en Antarctique. Il reprend également son rôle dans Détective Dee : La Légende des Rois célestes. La même année, il apparaît dans le drame Saturday Fiction de Lou Ye.

## Filmographie

### Cinéma
| Année | Titre                                             | Titre chinois           | Rôle               | Notes |
| ----- | ------------------------------------------------- | ----------------------- | ------------------ | ----- |
| 2010  | Monga                                             | 艋舺                    | Zhou Yiwen         |       |
| 2012  | Love (en)                                         | 愛                      | Mark Na            |       |
| 2012  | First Time (en)                                   | 第一次                  | Gong Ning / Lu Xia |       |
| 2012  | Black & White Episode I: The Dawn of Assault (en) | 痞子英雄首部曲:全面開戰 | Wu Yingxiong       |       |
| 2012  | Caught in the Web                                 | 搜索                    | Yang Shoucheng     |       |
| 2013  | So Young (en)                                     | 致我們終將逝去的青春    | Cheng Xiaozheng    |       |
| 2013  | Détective Dee 2 : La Légende du Dragon des mers   | 狄仁傑之神都龍王        | Di Renjie          |       |
| 2014  | Black & White: The Dawn of Justice (en)           | 痞子英雄之黎明升起      | Wu Yingxiong       |       |
| 2015  | Chroniques du royaume des esprits (en)            | 九层妖塔                | Hu Bayi            |       |
| 2016  | The Warrior's Gate                                | 勇士之門                | Zhao               |       |
| 2018  | Till the End of the World                         | 南极绝恋                | Wu Fuchun          |       |
| 2018  | Détective Dee : La Légende des Rois célestes      | 狄仁杰之四大天王        | Di Renjie          |       |
| 2019  | Saturday Fiction                                  | 蘭心大劇院              | Tan Na             |       |
| 2025  | Résurrection                                      | 狂野时代                |                    |       |

### Télévision
| Année | Titre               | Titre chinois    | Rôle                   | Notes |
| ----- | ------------------- | ---------------- | ---------------------- | ----- |
| 2009  | Black & White (en)  | 痞子英雄         | Wu Yingxiong           |       |
| 2017  | Eternal Love (en)   | 三生三世十里桃花 | Ye Hua/Mo Yuan/Zhao Ge |       |
| 2017  | Midnight Diner (en) | 深夜食堂         | Un client              | guest |
| 2019  | Ordinary Glory      | 平凡的荣耀       | Wu Kezhi               |       |

## Discographie
| Année | Titre                   | Titre chinois | Album                  | Notes                |
| ----- | ----------------------- | ------------- | ---------------------- | -------------------- |
| 2009  | Rogue Justice           | 無賴正義      | Black & White (en) OST | avec Color Band      |
| 2009  | Ruffian and Hero        | 痞子英雄      | Black & White (en) OST | avec Jason Zou       |
| 2010  | Tonight Tonight         | N/A           | Monga OST              | avec Ethan Juan (en) |
| 2012  | Cry Like A Little Child | 哭得像小孩    | First Time (en) OST    |                      |
| 2012  | Stand By Me             | N/A           | First Time (en) OST    |                      |
| 2012  | Rock n Roll Man         | N/A           | First Time (en) OST    |                      |
| 2012  | Me and you              | N/A           | First Time (en) OST    |                      |
| 2012  | Little Donkey           | 小毛驢        | First Time (en) OST    |                      |
| 2012  | We Are Not Opponents    | 我們不是對手  | First Time (en) OST    |                      |

## Distinctions
| Année | Prix                                                     | Catégorie                           | Film ou série                           | Issue      |
| ----- | -------------------------------------------------------- | ----------------------------------- | --------------------------------------- | ---------- |
| 2009  | 44e cérémonie des Golden Bell Awards (en)                | Meilleur acteur                     | Black & White (en)                      | Lauréat    |
| 2010  | 16e cérémonie du Shanghai Television Festival (en)       | Magnolia Award du Meilleur acteur   | Black & White (en)                      | Nomination |
| 2010  | 12e cérémonie du Festival du film de Taipei              | Meilleur acteur                     | Monga                                   | Nomination |
| 2010  | 12e cérémonie du Festival du film de Taipei              | Meilleur nouvel acteur              | Monga                                   | Nomination |
| 2010  | 54e cérémonie des Asia-Pacific Film Festival             | Meilleur acteur                     | Monga                                   | Nomination |
| 2010  | 5e cérémonie des Asian Film Awards                       | Meilleur nouveau venu               | Monga                                   | Lauréat    |
| 2011  | 11e cérémonie des Chinese Film Media Awards (en)         | Meilleur nouvel acteur              | Monga                                   | Nomination |
| 2013  | 15e cérémonie des Huabiao Awards                         | Acteur chinois exceptionnel         | Caught in the Web                       | Lauréat    |
| 2014  | 5e cérémonie des China Film Director's Guild Awards (en) | Meilleur acteur                     | So Young (en)                           | Nomination |
| 2014  | 8e cérémonie des Asian Film Awards                       | Meilleur acteur dans un second rôle | So Young (en)                           | Nomination |
| 2015  | 16e cérémonie des Huading Awards                         | Meilleur acteur                     | Black & White: The Dawn of Justice (en) | Lauréat    |
| 2015  | 15e cérémonie des Chinese Film Media Awards              | Meilleur acteur attendu             | Black & White: The Dawn of Justice (en) | Nomination |
| 2015  | 7e cérémonie du China Image Film Festival (en)           | Meilleur acteur                     | Chroniques du royaume des esprits (en)  | Lauréat    |
| 2017  | 23e cérémonie du Shanghai Television Festival            | Magnolia Award du Meilleur acteur   | Eternal Love (en)                       | Nomination |